# Junior Giscombe
Junior Giscombe, plus simplement appelé Junior est un chanteur anglais né le 6 juin 1957.

## Biographie
Son titre le plus connu, Mama Used to Say, sorti en 1982, a été au top 10 des charts anglais cette même année. À la suite de ce triomphe, il enregistra d'autres albums et singles qui n'atteindront pas le succès de Mama Used to Say, mais obtiendra un autre tube en 1987, Another Step (Closer to You), en duo avec Kim Wilde, qui se classera dans le Top 10 des charts britanniques.
Le dernier titre du chanteur à s'être bien classé, Then Came You, date de 1992, toutefois, il continue régulièrement à enregistrer des albums depuis cette période.

## Discographie

### Albums
- 1982 : Ji (Mercury Records)
- 1983 : Inside Lookin' Out
- 1985 : Acquired Taste
- 1988 : Sophisticated Street
- 1990 : Stand Strong
- 1992 : Renewal
- 1995 : Honesty
- 2005 : Oceans
- 2011 : Prisoner of Hope

### Classements
| 1980 | Get Up And Dance/Hot Up And Heated          | —                  | —  |    |
| 1982 | Mama Used to Say                            | Ji                 | 7  | 30 |
| 1982 | Too Late (chanson de Junior Giscombe)       | Ji                 | 20 | —  |
| 1982 | I can't help it                             | Ji                 | 53 | —  |
| 1983 | Communication Breakdown                     | Inside Lookin' Out | 57 | —  |
| 1983 | Runnin'                                     | Inside Lookin' Out | 92 | —  |
| 1984 | Somebody                                    | Acquired Taste     | 64 | —  |
| 1985 | Do You Really Want My Love                  | Acquired Taste     | 47 | —  |
| 1985 | Oh Louise                                   | Acquired Taste     | 74 | —  |
| 1986 | Come on Over                                | Acquired Taste     | 87 | —  |
| 1987 | Another Step Closer to You (avec Kim Wilde) | —                  | 6  | —  |
| 1990 | Step Off                                    | Stand Strong       | 63 | —  |
| 1992 | Then Came You                               | Renewal            | 32 | —  |
| 1992 | All Over The World                          | Renewal            | 74 | —  |